# 鋪路爪長程預警雷達

藍色區域為鋪路爪長程預警雷達的覆蓋範圍，紅色則為彈道飛彈早期預警系統的覆蓋範圍，兩者皆回報至美國科羅拉多州夏延山通訊站。

鋪路爪長程預警雷達（AN/FPS-115 PAVE PAWS）是美國研製的一種探測潛射對地攻擊彈道飛彈預警雷達，「PAVE」是Precision Acquisition Vehicle Entry（精準取得入境載具）的縮寫，為美國空軍對於電子系統的計劃代號；「PAWS」是Phased Array Warning System（相位陣列預警系統）的縮寫。雷神公司為雷達主承包商，並由IBM聯邦系統（現由洛克希德·馬丁收購，為洛克希德‧馬丁系統整合公司）研發軟體。
它主要用於從美國的東西海岸，監視大西洋和太平洋上戰略飛彈、核子動力潛艇發射的彈道飛彈，它可以探測飛彈的彈道、發射點，計算出彈著點的位置，來提供彈道飛彈來襲的預警情報；同時，它也可以用於太空目標的監視，比如監視和探測衛星這些空間目標。

## 概要
在1980年初投入戰備的第一代鋪路爪雷達（AN / FPS-115）在1990年代陸續開始汰換，1990年代至2000年初，美國推動固態相位陣列雷達系統（SSPARS），升級現役的鋪路爪雷達之餘，且汰換服役日久的彈道飛彈早期預警系統，第二代鋪路爪雷達編號AN / FPS-123，在1990年代更換比爾空軍基地、科利爾空軍基地兩處的FPS-115；尚運作的其它幾座同樣接受SSPARS計畫升級，三面式陣列雷達型號升級型號為AN / FPS-126；位於德克薩斯州埃爾多拉多空軍基地，未納入飛彈防禦系統系統但服役的FPS-115，在保留舊的相位陣列雷達天線硬體下在2001年升級為AN / FPS-120，而後這座在德克薩斯州的鋪路爪雷達拆卸運至阿拉斯加之科利爾空軍基地運作，並整合接受美國飛彈防禦系統管制。

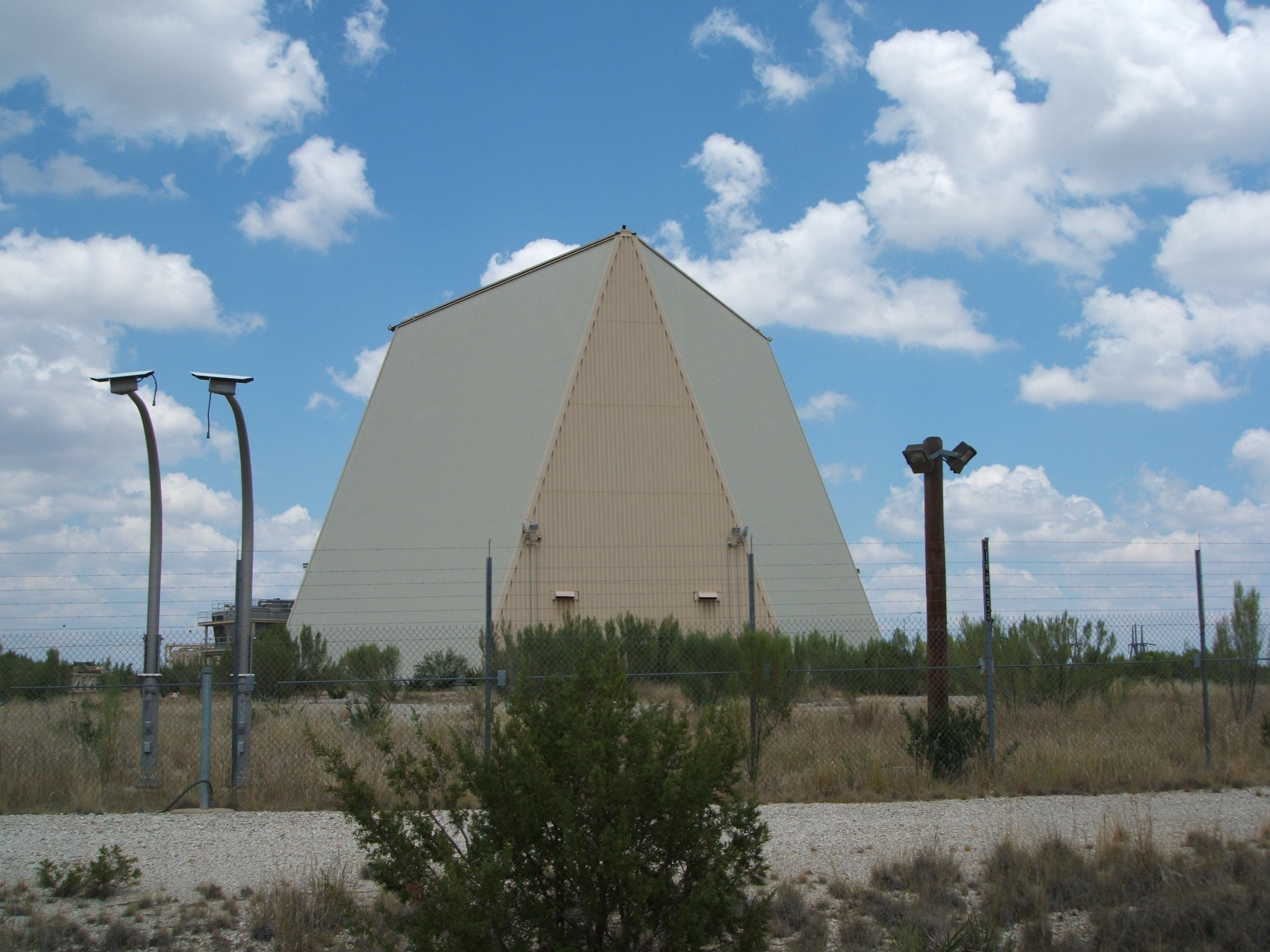
德州埃爾多拉多空軍基地的鋪路爪雷達天線座，雷達本體已拆除

從2007-2009年間，美國空軍開始對SSPARS下轄鋪路爪雷達進行維護升級業務，承包商為BAE系統公司，升級後的鋪路爪雷達除既有SSPARS業務外，且可支援美國空軍太空監視系統運作。在2009年後，雷神公司開始對比爾空軍基地的第二代鋪爪雷達實施升級計畫，第三代的舖路爪雷達美軍代號AN / FPS-132。FPS-132以全新的主動相位陣列架構收發模組、信號處理器、後端分析軟體等改變，且支援陸基中段防禦系統射擊資料支援。目前FPS-132已有三座運作中（比爾空軍基地、格陵蘭圖勒空軍基地、英國飛行峽谷皇家空軍基地），阿拉斯加科利爾空軍基地在2012年秋季簽約升級、科利爾空軍基地的升級合約在2013年簽訂。

## 現役國

### 美国

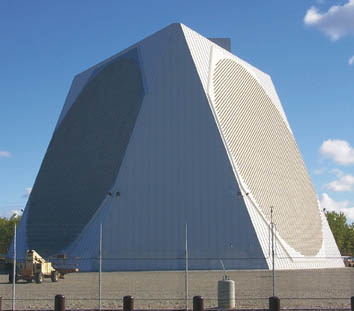
位在美國阿拉斯加的鋪路爪雷達

自1979年起，美國太空司令部陸續在麻薩諸塞州、加州、喬治亞州、阿拉斯加州與德州建造了5座長程預警雷達，但在冷戰結束後，喬治亞州與德州的2座長程預警雷達已分別拆除，現階段只剩下加州比爾空軍基地（由第7空間預警中隊操作）、麻州鱈魚角空軍基地（由第6空間預警中隊操作）以及阿拉斯加州科利爾空軍基地三處。
歐洲佈署
由於彈道飛彈防禦主要目標仍是繼承前蘇聯核武能力的俄羅斯，因此美國在北半球海外地區仍有設置雷達追蹤北極圈內的動向；目前在歐洲設置，但由美軍操作的鋪路爪雷達有兩座：在丹麥格陵蘭圖勒空軍基地、英國飛行峽谷皇家空軍基地各有1座雷達，並皆由美國太空軍第12空間預警中隊操作。

### 中華民國
對中華民國而言，由於台海局勢需要面對先進對地彈道飛彈，故曾是鋪路爪唯一的外國買家，美國出售的偵蒐雷達與美方使用的都是相位陣列雷達，但形式略有不同。2003年時中華民國立法院通過台幣304億元的鋪爪長程預警雷達採購案，為兼顧低空來襲的巡弋飛彈，雷神公司重新設計，因而2008年追加45億，2011年再追加2億美元，總計約410億台幣。中華民國服役的鋪路爪雷達採用雷神公司開發的單一整合飛彈圖像（SIMP），可提供即時戰場覺知、預測飛彈落點、建議接戰方式等功能，範圍遠達4000公里以上，但加拿大《漢和防務評論》指出，若將樂山雷達與美軍鋪路爪長寬作比較，探測距離大概只有2500至3000公里。
中華民國偵蒐雷達屬於雷神公司新開發的系統，這套雷達系統將可與美、日預警系統交換資訊，比起過去舊型預警雷達，只能監控地面或水面發射的洲際彈道飛彈，雷神公司為中華民國設計的這型偵蒐雷達功能已加強為可監控長、短程彈道飛彈、巡弋飛彈及空中飛行目標等，由於部署在高山上，雷達還可俯視水面艦艇。
雷神公司開發的單一整合飛彈圖像，可將預警雷達獲得的資訊提供給中華民國另外的飛彈預警中心，讓預警中心操作人員有即時戰場覺知，可掌握飛彈發射點與預測撞擊點，提供愛國者二型飛彈攔截飛彈所需資料及建議接戰模式，至於其他空中飛行目標、平面目標截獲，則交給台灣廣域網路的其他節點處理，雷神公司為中華民國設計的這型偵蒐雷達，已成為雷神向國際推銷解決飛彈防禦問題的招牌商品，空軍在2012年5月與美方簽署後續維持案發價書，按美軍財務需求，在2013年編列台幣7億1269萬4000元，以執行備份件採購、維修服務及駐地技術支援等後勤工作，維護系統正常運作，2021年11月再編列157.6億元。
2012年12月12日，北韓試射銀河3號運載火箭，中華民國政府表示設置於新竹海拔2680公尺樂山雷達站的鋪路爪雷達成功捕捉到火箭發射路徑，並且全程掌握從火箭點火到墜落點的整體動態，比起日本方面的偵測早了2分鐘，且與美日軍方作情資交流，加拿大《漢和防務評論》的質疑也因此成了被破碎的謠言。此外，中國大陸、日本、韓國近期發射火箭動態也皆全程偵測。

### 
2013年7月29日，美國國防安全合作局發佈海外軍售項目，允許卡達以11億美金的價格採購AN/FPS-132 block5早期預警雷達；合約於2017年1月31日正式發包，由雷神公司以10.6億美金的價格建造本裝備，預定於2021年6月30日完工。

## 外部連結
- GlobalSecurity.org （页面存档备份，存于） (with images)
- AN/FPS-115, AN/FPS-120, AN/FPS-123, AN/FPS-126
- Ham Radio Users Forced to Make Way for PAVE PAWS （页面存档备份，存于）